# Francis Guerrero
Francisco Javier Guerrero Martín (* 11. März 1996 in Coín), hauptsächlich bekannt als Francis, ist ein aktuell vereinsloser spanischer Fußballspieler, der zuletzt beim Erstligisten Betis Sevilla unter Vertrag stand. Er ist als vielseitiger Spieler bekannt, der auf der rechten Seite jede Position einnehmen kann.

## Karriere
Francis begann mit dem Fußballspielen beim Verein Puerto Malagueño. Im Jahr 2014 wechselte er in die Jugend von Betis Sevilla. Für die B-Mannschaft debütierte er am 19. April 2015 im Spiel gegen Real Linense, als er in der Halbzeitpause eingewechselt wurde. Sein erstes Tor für den Drittligisten erzielte er am 21. Februar 2016 gegen Real Jaén. Am 15. März 2017 unterschrieb Francis einen neuen Vertrag bei Betis.
Sein Ligadebüt in der ersten Mannschaft bestritt er am 20. August 2017 gegen den FC Barcelona. Er wurde bei der 0:2-Niederlage für Matías Nahuel Leiva eingewechselt. Unter Trainer Quique Setién wurde Francis zum Rechtsverteidiger umgeschult. Sein erstes Pflichtspieltor erzielte er am 17. März 2018, als er beim Sieg über Espanyol Barcelona den Treffer zum 3:0-Endstand erzielte. Während er in der Saison 2018/19 noch 22 Ligaspiele bestritt, fiel er in der folgenden Spielzeit 2019/20 aus der Rotation und wurde bis Januar nur in einer Pokalpartie eingesetzt.
Um Spielpraxis zu sammeln, wechselte Francis am 30. Januar 2020 auf Leihbasis bis Saisonende zum Zweitligisten UD Almería. Dort kam er auf acht Ligaeinsätze und im August 2020 kehrte er nach Sevilla zurück. Dort wurde sein ursprünglich bis Sommer 2023 laufender Vertrag am 19. Oktober 2020 in gegenseitigem Einverständnis aufgelöst.